# شون وليامز (لاعب اللاكروس)
شون وليامز هو لاعب اللاكروس كندي، ولد في 20 يونيو 1974 في سكاربورو، تورنتو في كندا.